# Яхрома (река, впадает в канал имени Москвы)
Я́хрома (Яхрома верхняя) — река в Московской области России, впадает в канал имени Москвы. Длина реки — 29 км, площадь бассейна — 215 км². Возле устья сооружено Яхромское водохранилище.

## Гидрология
Верховье реки Яхромы (Малой Яхромы) начинается на склонах Клинско-Дмитровской гряды. Сейчас оно ограничено каналом имени Москвы. Среднее течение (Большая Яхрома) начиналось от «тройника»: слияния рек Яхромы (Малой Яхромы), Икши и Волгуши. На месте прежнего течения Яхромы сохранён водосброс с канала имени Москвы.
В 4,7 км от устья по левому берегу впадает река Камариха. Также притоками реки являются: Молодоевка, Талица, Хаустовка.